# Károly Kiss (Soldat)

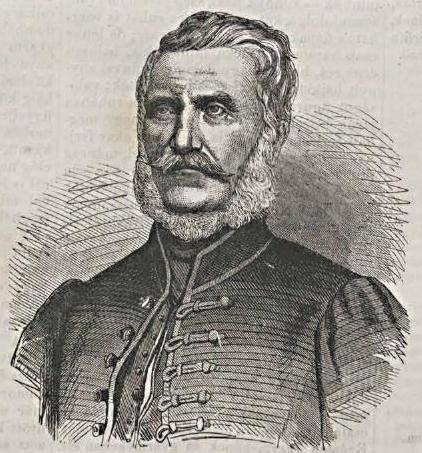
Károly Kiss, 1866

Károly Kiss (* 12. August 1793 in Buda; † 17. Februar 1866 in Pest) war ein österreichisch-ungarischer Offizier, Militärwissenschaftler, Militärhistoriker und Dichter. Er war ordentliches Mitglied der Ungarischen Akademie der Wissenschaften.

## Lebenslauf
Sein Vater war Badbesitzer in Buda und später Bürgermeister und Oberrichter von Szeged. Károly Kiss verbrachte seine Kindheit in Algyő und ging in Buda und Szeged zur Schule. Sein Vorbild war der Feldherr und Dichter Miklós Zrínyi, dessen Porträt er von seinem Lehrer wegen ausgezeichneter Leistungen im Fach Geschichte bekommen hatte. 

### Militärische Karriere
Károly Kiss schlug ebenfalls die Laufbahn eines Soldaten ein. Seit 1809 war er Kadett des 37. ungarischen Infanterieregiments. Als Soldat von Österreich-Ungarn nahm er an den Napoleonischen Kriegen teil. Er war an der Schlacht um Dresden, bei Kulm und in der Völkerschlacht bei Leipzig beteiligt.
Im Jahr 1815 kämpfte er in Italien und Frankreich gegen König Joachim Murat und Napoleon. Danach wurde er zum Oberleutnant befördert. Seit 1816 war er mit seinem Regiment im Galizien in Garnison. Von 1824 bis 1831 hat er in mehreren Städten als Hauptmann Heeresdienst geleistet. Im Jahre 1831 wurde er Direktor einer militärischen Bildungseinrichtung in Großwardein. Danach wurde er nach Lemberg versetzt, wo er weiterhin im Militärdienst tätig war. Da er immer mit den Reformgedanken einverstanden war, geriet er in Konflikte mit seinen konservativen Vorgesetzten und beantrage deshalb seine Pensionierung.

### Politik, Wissenschaft und Literatur
Danach zog er nach Pest um und nahm am Kultur- und Wissenschaftsleben der Stadt teil und schloss mit den großen Persönlichkeiten der ungarischen Reformzeit, wie Ferenc Deák, István Széchenyi, Lajos Kossuth usw., Freundschaft. Er nahm am gesellschaftlichen Leben der Stadt teil, war Mitglied in verschiedenen gesellschaftlichen Vereine und wurde in die Ungarische Akademie der Wissenschaften aufgenommen. Außerdem verfolgte er die politischen Auseinandersetzungen im Ungarischen Landtag. Im Jahre 1848 hat er bei der Organisierung der Nationalgarde geholfen.
Nach der Niederschlagung der Ungarische Revolution 1848/1849 wurde er inhaftiert und im November 1849 zu zehn Jahren Festungshaft verurteilt. Nach acht Monaten wurde er im Zuge einer Amnestie aus dem Arader Gefängnis entlassen. Er wurde militärisch degradiert und erhielt keine Pension mehr.
Er lebte bis zu seinem Tod in Pest und widmete sich seinen militärgeschichtlichen und militärwissenschaftlichen Forschungen.
Neben seiner Arbeit beim Militär beschäftigte er sich schon früh mit Literatur. Er kannte die bedeutendsten Vertreter des zeitgenössischen Literaturlebens. Károly Kiss schrieb vor allem Gedichte und Beiträge, die in namhaften ungarischen Zeitschriften erschienen. Er war Mitarbeiter der renommierten, von Károly Kisfaludy herausgegebenen Taschenbuch-Serie Aurora. Außerdem verfasste er eine Reihe von militärwissenschaftlichen und militärhistorischen Abhandlungen. Er hat sich mit dem Feldzug von János Hunyadi, vor allem mit der Belagerung von Belgrad (altungarisch: Nándorfehérvár), der Schlacht bei Warna und der Schlacht auf dem Amselfeld (ungarisch: Rigómező) eingehend beschäftigt. Er interessierte sich auch für die Schlachten der französischen Revolution und für die Napoleonischen Kriege. Seine Antrittsrede an der Akademie hatte die Französische Revolution zum Thema.
Er war ein Vorkämpfer der Entwicklung einer ungarischen „Militärkunstsprache“, d. h. einer militärischen Fachterminologie. Die von ihm erstellten Fachbegriffe werden noch heute in der Militärterminologie benutzt. Im Jahre 1843 gab er sein „Militärkunstwörterbuch“ heraus, es war das erste ungarische militärische Fachwörterbuch. Diese Begriffe sind auch in andere Wörterbücher eingegangen. 

## Werke
- Hadi muszotA¡r. MagyarNemetul es NemetMagyarul. Ungarischdeutsches und deutschungarisches MilitarKunstworterbuch. 1843. Book on Demand 2016.